# Batalla de Huế
La batalla de Huế fue una importante batalla de la Ofensiva del Tet lanzada por el Ejército de Vietnam del Norte (EVN) y el Frente de Liberación Nacional (Viet Cong) durante la Guerra de Vietnam. Al principio, las fuerzas combinadas de Vietnam del Sur y los Estados Unidos perdieron el control de la mayor parte de Huế y sus alrededores, pero gradualmente fueron recuperaron la ciudad después de poco más de un mes de intensos combates. La batalla fue una de las más largas y sangrientas de la guerra, lo que afectó negativamente la percepción pública estadounidense de la guerra. La batalla se considera ampliamente como una de las batallas urbanas más duras e intensas jamás libradas.

## Antecedentes
Hue era la segunda ciudad de Vietnam del Sur y un importante nudo de comunicaciones, tanto por carretera como por su río. Por su pasado imperial tenía una alta importancia y simbolismo político y cultural.
Hue contaba con una población mayoritaria de budistas o católicos, descontenta con el régimen corrupto y de Saigón y opuesta al régimen autoritario de Hanói. Las fuerzas comunistas contaban con cierto apoyo en las comunidades rurales circundantes. La ciudad se hallaba dividida por el río Perfume en norte y sur, siendo además una línea de suministros importantes para Da Nang. En el norte se encontraba la ciudadela amurallada y los terrenos del palacio real de la dinastía Nguyen. En una esquina de la ciudadela se encontraba el cuartel general del 1° Cuerpo del ejército de Vietnam del Sur (1CEVS). En el sur se asentaba la sede del Mando de asistencia militar de Vietnam (Military Assistance Command, Vietnam - MACV), una de las pocas bases militares que se encontraba a poca distancia de la zona desmilitarizada. También en el sur se encontraba la antigua colonia francesa, edificios administrativos y la Universidad de Hue. 
En 1967, una facción del régimen de Hanói dirigida por el presidente Le Duan insistió en realizar un ataque sorpresa y simultáneo contra las principales ciudades y bases militares de Vietnam del Sur. Este debía realizarse durante la festividad del Tet, a finales de enero de 1968. Está festividad era normalmente un periodo de tregua.
En 1968, Hue era un centro logístico importante. Desde allí los suministros eran transportados a las unidades del norte de país. La carretera No.1 y la línea de ferrocarril pasaban por la ciudad, comunicando a Da Nang con la zona desmilitarizada y la frontera con Vietnam del Norte. El río Perfume desemboca en el Golfo de Tonkin, permitiendo el transporte fluvial. Los muelles eran importantes para suministrar a las fuerzas militares si las rutas terrestres eran bloqueadas por el enemigo. 
Hue era el único lugar que Hanói contaba con capturar. Para ello se asignaron cuatro regimientos de tropas del ejército norvietnamita y ocho batallones de guerrillas del Viet Cong. Serían apoyados por artillería de cohetes y convencional, morteros pesados, cañones sin retroceso y granadas propulsadas por cohete (RPG). Los norvietnamitas creían que si se capturaba una ciudad poco defendida, esto inspiraría un levantamiento popular entre los habitantes de la ciudad, que se extendería por todo Vietnam del Sur, dentro de su proyecto antioccidental y de unificación con el Norte.
Hué estaba defendida por una pequeña fuerza del ejército survietnamita, una compañía de élite denominada Panteras Negras que estaba asignada a la 1.ª División. No había apenas presencia militar estadounidense en la ciudad, solo los asesores del MACV. Las tropas estadounidenses más cercanas estaban en Phu Bai, a 12 km. El general Foster Lahue, veterano de Europa y Corea, estaba al mando de la Fuerza Rayos X, con tres batallones (unos 400 hombres). Eran soldados alistados hacía poco tiempo, con un adiestramiento para combate a campo abierto y sin experiencia en combate.
Los oficiales de inteligencia tuvieron en sus manos toda la información de la ofensiva que estaba a punto de suceder, pero no supieron interpretar las señales. En octubre de 1967, el Viet Cong atacó un pequeño distrito de la capital y, en contra de su práctica habitual, intentó conservarlo, ya que estaba ensayando tácticas de asalto urbano. También hubo muchos ataques intermitentes en la provincia de  Ding Tuong, donde históricamente el Viet Cong ensayaba nuevas tácticas. En diciembre de 1967, oficiales norteamericanos y survietnamitas de alta graduación creían que una importante ofensiva estaba muy cercana. Documentos capturados describían claramente un cambio de estrategia de las fuerzas del General Giap.

## Despliegue de fuerzas

### Despliegue militar survietnamita
El cuartel general de la 1.ª División estaba ubicado en Mang Ca, una pequeña fortaleza en la esquina noreste de la Ciudadela. Aparte del personal del cuartel general y sus unidades de apoyo, las únicas unidades de combate eran el Pelotón de Reconocimiento de la división y su fuerza de reacción, la Compañía de Reconocimiento de élite Hac Bao (Pantera Negra). A 3 kilómetros al suroeste de la Ciudadela, en la orilla norte, se encontraba el centro de entrenamiento divisional de Van Thanh y un destacamento de obuses de 105 mm., con sólo dos cañones. A 2 kilómetros al sur del río se encontraba el campamento militar Tam Thai, sede del 7.º Regimiento Blindado, equipado con tanques M41 Walker Bulldog. Aproximadamente a 2 kilómetros al suroeste, se encontraba el cuartel de la 101.ª compañía de ingenieros. Las unidades de la 1.ª División se distribuian por todo el I Cuerpo. Dos batallones estaban al oeste de Hue, uno en una misión de barrido y el otro en entrenamiento en el centro de Van Thanh. Dos batallones estaban buscando partidarios del Norte cerca de la costa, al sureste de Hue. El 1.er Regimiento estaba estacionado a 50 kilómetros al noroeste, y el 2.º Regimiento, 12 kilómetros más arriba de la Carretera 1. Bajo el mando del I Cuerpo, pero disponibles a petición suya, estaban dos batallones de la 1.ª Fuerza de Tarea Aerotransportada y una sección de vehículos blindados de transporte de personal del 7.º Escuadrón de Caballería Blindada, en la Carretera 1 y a 17 kilómetros al norte.
Cuando se supo que el alto el fuego se había roto, se ordenó al personal de su cuartel general que permaneciera en Mang Ca y se enviaron pelotones de los Hac Bao para vigilar la sede del gobierno provincial, la central eléctrica y la prisión. Otros dos pelotones más reforzaron la seguridad en las puertas de la Ciudadela. El pelotón restante Hac Bao, se dirigió al aeródromo de Tây Lộc.

### Despliegue militar estadounidense
La base de Phu Bai, 12 kilómetros al sur por la Carretera 1, albergaba la Task Force X-Ray. Era una unidad del tamaño de una brigada y constituida por elementos de los 1.er y 5.º Regimientos de la Infantería de Marina. La 1.ª y 3.ª Brigadas de la 1.ª División de Caballería y la 2.ª Brigada de la 101.ª División Aerotransportada operaban desde una serie de bases entre Phu Bai y Quảng Trị. Tanto la Infantería de Marina como las unidades aerotransportadas estaban en un proceso de cambio operacional a inicios de 1968. La 1.ª División de «Caballería» estaba dejando la provincia de Bình Định en el II Cuerpo para pasar a operar en las provincias de Quảng Trị y Thừa Thiên en el I Cuerpo. Para la última semana de enero, la mayoría de sus unidades de combate habían llegado, pero muchos de los componentes logísticos todavía estaban en tránsito. Había problemas con las municiones y combustible y los helicópteros de la División intentaban acumular una reserva de material. 
Dentro de Hue, aproximadamente 100 asesores y personal administrativo del Ejército y algunos guardias de la Infantería de Marina tenían su sede en el complejo MACV, ligeramente defendido y cerca de la ribera sur del río Perfume. Un pequeño grupo de técnicos del Ejército atendía una instalación de comunicaciones a unos cientos de metros al este del MACV. Varias decenas de especialistas técnicos del ejército y personal de inteligencia militar se alojaban en el hotel Huong Giang. Un pequeño destacamento de la Marina estaba estacionado en los muelles, cerca del complejo MACV.

### Despliegue norvietnamita
Al menos dos regimientos, dos batallones de zapadores y una variedad de fuerzas locales de Viet Cong tenían su base en la provincia de Thừa Thiên. Se pensaba que el cuartel general del 6.º Regimiento y dos de sus batallones estaban a 30 kilómetros al suroeste de Hue mientras que el tercer batallón estaba a 35 kilómetros al noroeste de la ciudad. Varias compañías de guerrillas locales operaban en los distritos que rodeaban a Huế. Vietnam del Norte había trasladado varios regimientos más y unidades de apoyo de la provincia de Quảng Trị a las proximidades de Hue. Se creó una zona logística y administrativa especial conocida como Frente de la Ciudad Huế para gestionar la batalla que se acercaba. El nuevo cuartel general, integrado por oficiales de alto rango, miembros del partido local y oficiales militares de las unidades involucradas en el ataque, tenía autoridad sobre la ciudad y los tres distritos que la rodeaban.
El 28 de enero, las unidades encargadas de atacar la ciudad nueva comenzaron a moverse a su posición porque tenían una distancia más larga  y un terreno más difícil que recorrer. El 804.º Batallón comenzó a marchar desde Phú Lộc hasta un campamento en las montañas a 20 kilómetros al sur de Hue, donde se reunió la mayor parte del ala sur del despliegue. También el 28 de enero, el 810° Batallón, el 4° Regimiento y el 2° Batallón de Zapadores comenzaron a marchar hacia Hue desde la costa. En la tarde del 29 de enero, el cuerpo principal del ala sur y varias unidades de apoyo descendieron de su área de preparación en las montañas y se dirigieron al río Tả Trạch, cerca de Hue. Las unidades tenían la intención de utilizar un ferry a 10 kilómetros al sur de la ciudad para cruzar el río. Los elementos de cabeza del ala sur llegaron al ferry mucho antes de que se pusiera el sol y un avión informó de su posición. Los proyectiles de artillería y los cazabombarderos dispersaron a los norvietnamitas. No se enviaron fuerzas terrestres para investigar, y parece no había mucha preocupación en ninguno de los cuarteles generales aliados.

## La batalla

### Inicio

Mapa del ataque inicial

Aprovechando la fiesta religiosa del Têt, el Vietcong decidió lanzar una poderosa ofensiva. El 31 de enero, ocuparon la ciudad y los marines norteamericanos tuvieron que luchar duramente para reconquistarla.
El inicio de la ofensiva del Tet el 30 de enero de 1968 empezó con el año nuevo lunar vietnamita y los festejos de esa época. Las fuerzas estadounidenses llevaban ya casi tres años en operaciones en Vietnam.
A pesar de su valor estratégico y simbólico, la ciudad tenía pocas fortalezas y muchas tropas estaban de permiso cuando las fuerzas partidarias del Norte lanzaron un ataque sorpresa sin respetar la tregua contra cientos de objetivos en todo Vietnam del Sur entre ellos Hue.
La tarde del 30 de enero, un pelotón de Hac Bao y un asesor del ejército australiano exploraron la orilla norte del río Perfume, la ruta más sencilla de aproximación hasta la ciudad. Después de marchar hacia el suroeste, 4 kilómetros, se ocultaron cerca del río y esperaron. El pelotón vio como los Batallones 800, 802 y 12 de Zapadores pasaban por la ribera del río hacia la ciudad. El comandante de la patrulla informó por radio y se envió inmediatamente un avión de observación ligero para buscar la fuerza enemiga. Los cielos nublados impidieron ver nada fuera de lo común.
Esa noche, el ala de ataque norte comenzó a moverse hacia Huế desde los campamentos en las colinas occidentales. Una compañía armada con morteros de 82 mm y cañones sin retroceso de 57 mm. atacó las unidades aerotransportadas y blindadas survietnamitas al norte de Hue. El 6.º Regimiento ocupó un cementerio a 2 kilómetros al noroeste de la Ciudadela. A las 22:00 horas, las tropas de la Fuerza Regional de Vietnam del Sur (RF), estacionadas en una aldea a unos cientos de metros al norte del Puente An Hoa, observaron presencia enemiga y abrieron fuego, informando por radio al cuartel general. Los norvietnamitas se retiraron unos centenares de metros sin ser vistos.
La ofensiva sobre Hue comenzó el 31 de enero. Los norvietnamitas bombardearon Hue con cohetes desde las montañas próximas al oeste de la ciudad. A continuación, los partidarios del Norte cruzaron el río Perfume. Los barrios residenciales fueron rápidamente tomados y se cortó la Ruta 1. Hue había sido ocupada por dos regimientos del Ejército de Vietnam del Norte y dos batallones del Viet Minh. 

#### Ataque al norte del río
En la madrugada del 31 de enero de 1968, se lanzó el ataque coordinado contra la ciudad. A las 02:33 horas, una bengala iluminó el cielo y dos batallones atacaron el muro oeste de la Ciudadela. Su objetivo era la guarnición de Mang Ca. Otros eran el aeródromo de Tây Lộc y el Palacio Imperial.
En la puerta Chanh Tay de la Ciudadela, un equipo de seis zapadores con uniformes del ARVN mató a los guardias y abrió la puerta. Les siguió el 800° Batallón y varios equipos del 12° Batallón de zapadores, que se dirigieron hacia el aeródromo de Tây Lộc. Un equipo de asalto de 40 hombres debía atacar Mang Ca a través de una alcantarilla, pero se encontró la entrada bloqueada y asaltó la Puerta Huu en la esquina suroeste de la Ciudadela. Allí una ametralladora del ARVN eliminó a 24 hombres antes de que tomaran su objetivo. El 802.º Batallón y una compañía de armas pesadas tuvieron problemas para cruzar el canal pero entraron en la ciudadela poco después. El 806° Batallón excavó trincheras en un cementerio a lo largo de la Carretera 1, cerca de la esquina oeste de la Ciudadela. Luego envió un grupo de soldados para capturar el Puente An Hoa, enlazando con los soldados en la Ciudadela. Un equipo de treinta zapadores escaló el muro noroeste y acabó con los guardias de las puertas de An Hoa y Hau, que abrieron a la compañía de infantería que esperaba afuera. Estos soldados se dirigieron a Mang Ca para neutralizar el cuartel general antes de que tuviera tiempo de organizar a los defensores.
A las 03:40 horas, el 164.º Regimiento de Artillería disparó una andanada de cohetes de 122 mm. sobre la ciudad sur. También dispararon 130 proyectiles de mortero de 82 mm sobre Mang Ca. Mientras tanto, a 4 kilómetros al oeste, el 416° Batallón y una compañía de guerrilla local junto a una compañía de cañones sin retroceso tomaron las aldeas de Thon Que Chu y Thon La Chu. En Thon La Chu, un refugio antiaéreo de hormigón y acero fue ocupado por el grupo de mando del Frente de la Ciudad de Hue como su cuartel general. Mientras tanto, el 416° Batallón comenzó a cavar agujeros de araña, trincheras y posiciones de combate camufladas.
A las 04:00 horas, los norvietnamitas llegaron al Aeródromo de Tây Lộc, donde 50 hombres de la compañía Hac Bao, reforzados por una compañía de Artillería, detuvieron al 800.º Batallón. El intenso fuego survietnamita acabó con cualquier intento de entrar en el aeródromo. La lucha por el aeródromo continuó hasta el amanecer y el 802.º Batallón lo dejó de lado para atacar Mang Ca. Aunque el batallón penetró en el recinto, una fuerza defensiva ad hoc de 200 hombres, formada por oficiales de estado mayor y empleados, los rechazó. Se llamó a los Hac Bao del aeródromo para reforzar las defensas del cuartel general.
A las 04:40 horas, los zapadores capturaron la Puerta Huu y el grupo de mando del 6.º Regimiento entró en la Ciudadela. Los equipos de zapadores no pudieron destruir los puentes Bach Ho y Trường Tiền al ser emboscados por tropas survietnamitas. Fuerzas survietnamitas evitaron a los partidarios del norte y se colaron en Mang Ca poco después de las 07:00 horas, justo a tiempo para ayudar a repeler otro asalto del 802.º Batallón. El pelotón de reconocimiento defendió el Palacio Imperial, pero finalmente tuvo que retirarse a Mang Ca.
A las 08:00 horas, las tropas norvietnamitas izaron su bandera en la torre de la bandera de la Ciudadela.
Pese al éxito, los norvietnamitas no consiguieron ocupar el aeródromo de Tay Loc, que luego sería vital para la llegada de refuerzos. Tampoco se ocuparon los dos principales cuarteles militares de la ciudad. El survietnamita, al norte, y  el estadounidense, al sur, fueron los puntos desde donde se lanzaría el contrataque.

#### Ataque sobre el sur
Las fuerzas partidarias del Norte cronometraron mal su primer asalto al MACV. En lugar de asaltar inmediatamente después de los cohetes, esperaron unos cinco minutos. Eso dio a los defensores el tiempo justo para ocupar las posiciones defensivas y repeler a los zapadores del 4.ª Regimiento de Infantería de Vietnam del Norte que trataban colocar cargas explosivas. Una compañía reforzada del 2.º Batallón de Zapadores lanzó un ataque contra el MACV. Los atacantes recibieron fuego de una ametralladora  desde una torre de guardia al que se unieron tropas desde un búnker que pudieron contener el ataque el tiempo suficiente para permitir que otros en el complejo se unieran para formar una defensa cohesiva. A las 05:00 horas, una compañía reforzada del 1.er Batallón de Zapadores atacó también, pero no pudo penetrar el recinto. Después de no poder tomar Mang Ca y el MACV en los asaltos iniciales ya no se intentó capturarlos, sino que solo se los mantuvo bajo fuego.
Al este del MACV, un equipo de armas pesadas del 2.º Batallón de Zapadores intentó destruir una instalación de comunicaciones. Disparando a larga distancia, fallaron y no hicieron ningún otro esfuerzo por tomar la posición.
Una compañía de los batallones 815 y 818 entró en el extremo oeste de la ciudad nueva alrededor de las 04:50 horas, con 80 minutos de retraso. El 815.º Batallón se había retrasado porque les habían tendido una emboscada al cruzar el río, tres kilómetros al sur de Hue. Además el 818.º Batallón se había perdido de camino a Hue. Una vez cruzados una serie de cuatro puentes sobre el canal se dirigieron a la escuela militar Montagnard, centro de Operaciones Civiles y Apoyo al Desarrollo Revolucionario (CORDS), el campamento de transporte de Le Loi, el complejo de la administración provincial y la prisión y la sede provincial. Otras tropas atacaron la estación de tren y el cuartel general de la policía. Las tropas tomaron la Pagoda de Tu Dam, que pronto convirtieron en el puesto de mando principal del sur.
Justo antes del amanecer, el 804.º Batallón llegó a las afueras de la ciudad sur, con tres horas de retraso por los combates con paramilitares de Vietnam del Sur o por haberse perdido. Una compañía ocupó una intersección en la Carretera 1 y cerca del MACV para evitar que los refuerzos llegaran a la ciudad. Un grupo de zapadores ocupó el edificio del Tesoro, la oficina de correos y una estación de radio. La segunda compañía se apoderó del Puente An Cuu. La tercera compañía tomó un puente más pequeño sobre el canal a poca distancia. 
Al amanecer, las únicas partes de la ciudad sur que aún estaban bajo control aliado eran la prisión, el campamento de transporte de Le Loi, el Hotel Huang Giang, el MACV, la instalación de comunicaciones y el muelle de carga de la Marina.

### Balance
Dos focos de resistencia de tropas aliadas se mantenían intactos dentro de la ciudad, a la espera de refuerzos. La instalación de la Comandancia para Ayuda Militar de Vietnam, al sur, y un destacamento de soldados del Ejército de Vietnam del Sur, al norte. Este destacamento survietnamita fue clave, porque se ubicaba en una esquina de la ciudadela, en medio de las líneas enemigas, y permitió el aterrizaje de helicópteros con refuerzos.
Los partidarios del Norte ocuparon rápidamente el resto de la ciudad. El alto mando estadounidense restó inicialmente importancia a los informes que venían de Hue; los generales estaban más interesados en vender su éxito al contener un ataque mucho más reducido en Saigón. Los esfuerzos de los generales estadounidenses en Saigón se concentraban en la amenaza del Ejército Norvietnamita sobre la sitiada base de la Infantería de Marina en Khe Sanh. Hoy se sabe que la amenaza sobre Khe Sanh fue solo una distracción. La situación de los Marines en Khe Sanh recordaba demasiado a la derrota francesa en Dien Bien Phu, de modo que centró la atención del alto mando.
Así las fuerzas de unificación del Norte se habían hecho con casi toda la ciudad en un ataque nocturno por sorpresa. Posteriormente, en una batalla casa por casa que duró un mes, fueron expulsados gradualmente. Miles de civiles murieron y la ciudad fue casi totalmente destruida. A pesar de la victoria militar, las enormes pérdidas afectaron negativamente la percepción del público estadounidense de la guerra y el apoyo político comenzó a decaer.

### Reacción inicial

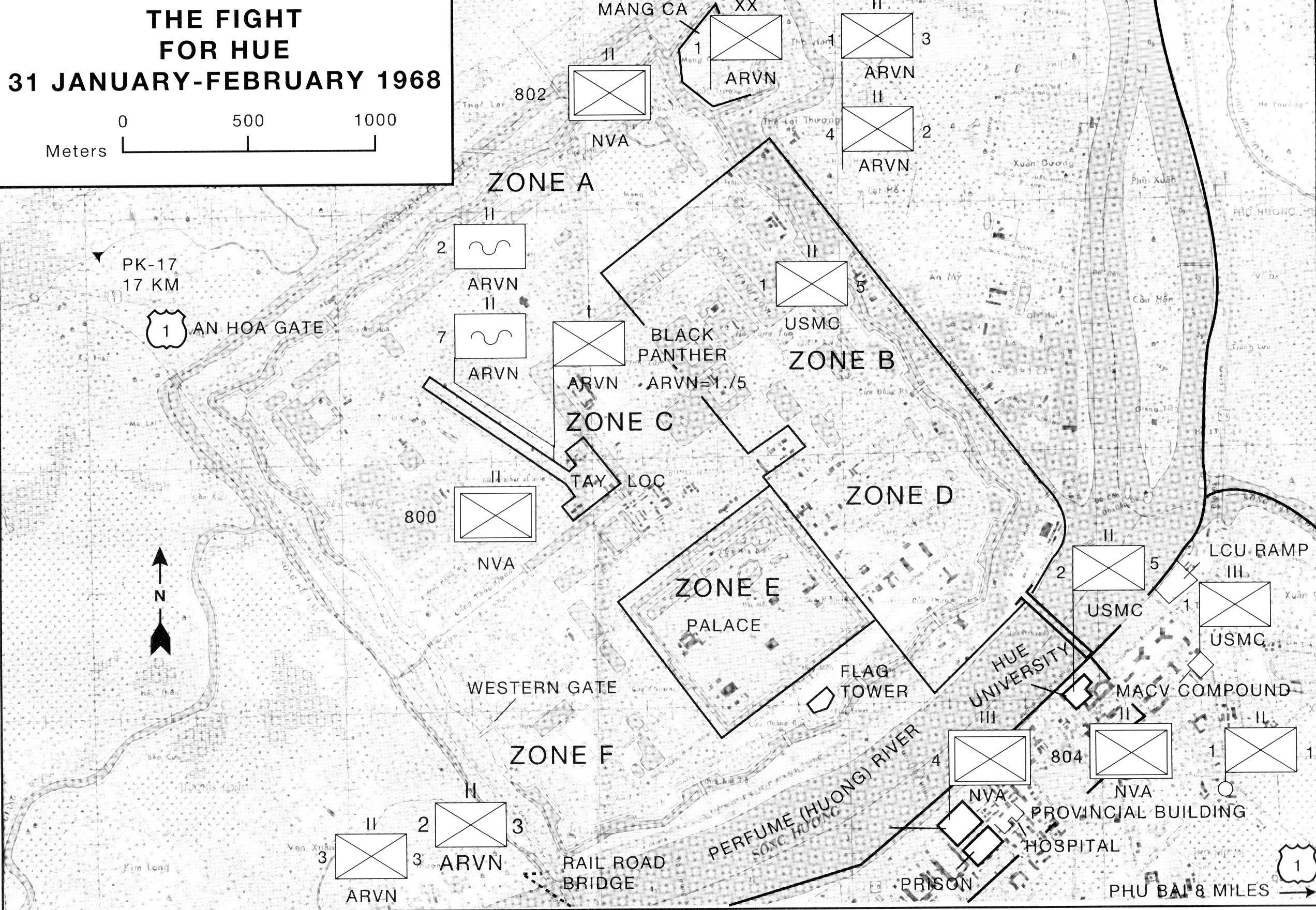
Hue: posiciones iniciales

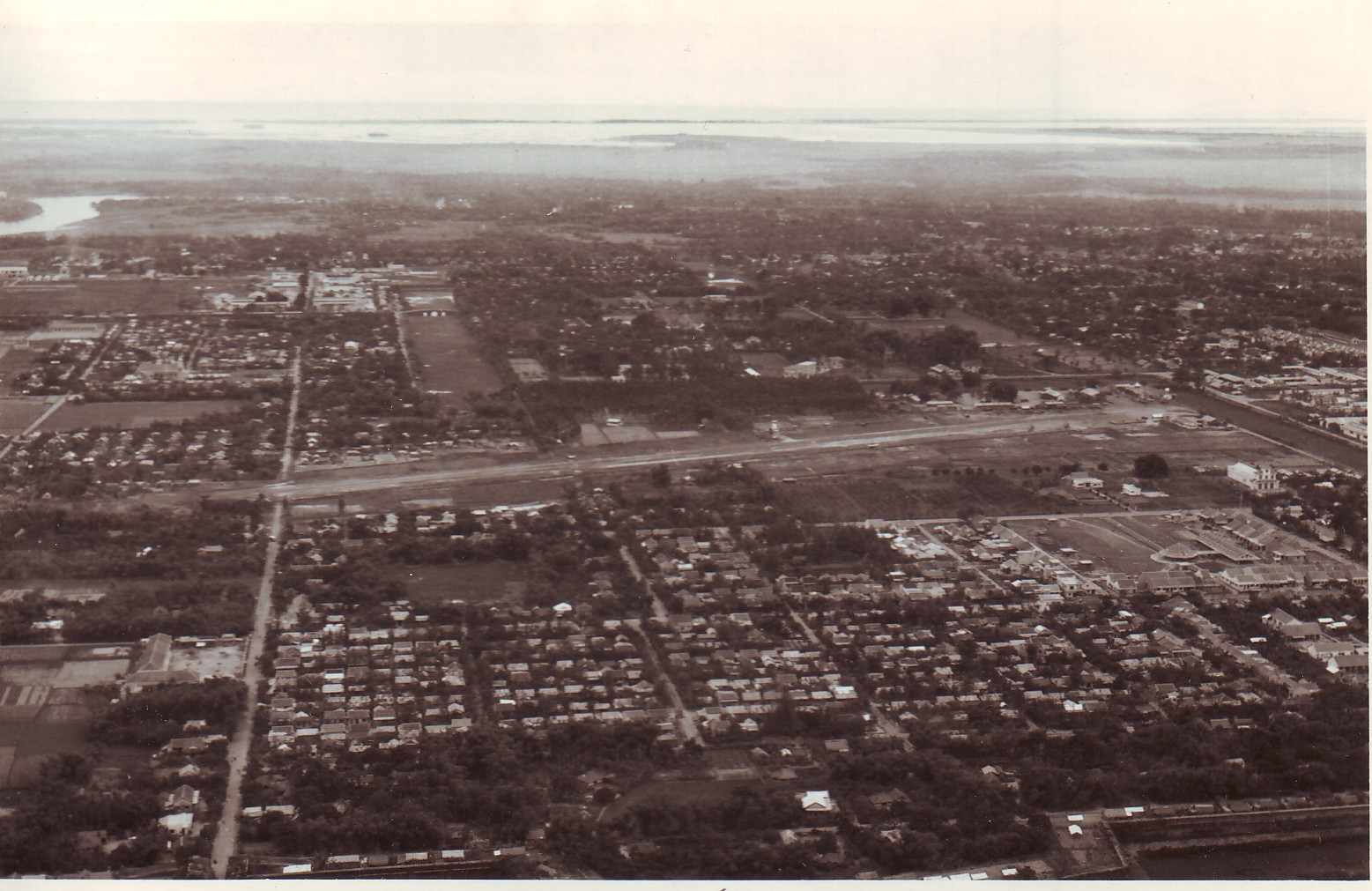
Aeródromo de Tây Lộc.

El ataque norvietnamita dejó fuera de servicio una base survietnamita de carros de combate. Además, las fuerzas del Norte se hicieron con el palacio real. Allí izaron una bandera nacionalista gigante, hecha especialmente para la ocasión. Solo algunas zonas aisladas de la ciudad, principalmente la sede del MACV y el destacamento de Mang Ca en la ciudadela, quedaron fuera del control unionista.
Después del asalto inicial, cinco batallones de infantería adicionales fueron traídos por los norvietnamitas, aumentando sus tropas a unos 6.000 soldados. Los norvietnamitas decidieron defender las zonas ocupadas para detener cualquier intento de recuperar la ciudad.
Los jóvenes soldados y guerrilleros partidarios del Norte se sintieron decepcionados al ver que no se materializaba el prometido apoyo popular en masa de la población local. Los partidarios del Norte empezaron a reunir a los partidarios del régimen de Saigón y a extranjeros pero, debido al desencanto con el apoyo local y su fanatizacion política, acabó desembocando en una purga salvaje en la que fueron asesinados miles de civiles. Muchos civiles intentaron escapar y murieron por disparos de las patrullas del Viet Cong y, además, corrieron el peligro de recibir los disparos de los soldados survietnamitas.
La primera respuesta estadounidense fue el envío de una fuerza rápida de respuesta, compuesta por dos compañías de infantes de marina. La compañía Alpha de la Task Force X-Ray salió del campamento de Phu Bai para apoyar a la sede del MACV en Hue. Los infantes de marina iban montados en camiones y con el apoyo de unos pocos tanques M-48 se metieron directamente en una emboscada poco después de cruzar el puente de An Cuu. Ante el intenso fuego, se ordenó a los soldados abandonar los camiones y subir a los carros de combate para seguir avanzando. La respuesta fue una granizada de fuego de AK-47 y RPG. Los soldados de Vietnam del Norte disparaban desde los tejados y edificios. La Compañía Alfa estaba atrapada y necesitaba ayuda. Se envió la compañía Golf para tratar de socorrerles. Tras atravesar varias emboscadas, consiguió llegar a Hue y reunirse con los supervivientes de la Compañía Alfa. Los infantes de marina combatieron duramente para abrirse paso a través de la ciudad hasta la sede del MACV, sufriendo muchas bajas. En cuanto estuvieron allí, les ordenaron que enlazaran con los survietnamitas en la ciudadela, al otro lado del río.
Cuando el comandante de Infantería de Marina intentó explicar que estaba siendo superado en personal y armamento, su superior jerárquico no quiso creerle y le ordenó que, de todas formas, atacara con sus hombres. Esto suponía atacar una posición fuertemente fortificada y ocupada por miles de soldados del Norte. Milagrosamente, dos secciones de infantes de marina lograron cruzar el puente de Truong Tien, atravesando el fuego cruzado de ametralladoras que lo barría, solo para ser recibidos al otro lado del puente por una potencia de fuego aún mayor procedente de los muros de la ciudadela. Los infantes de marina se vieron obligados a retirarse rápidamente cruzando el puente con sus heridos.

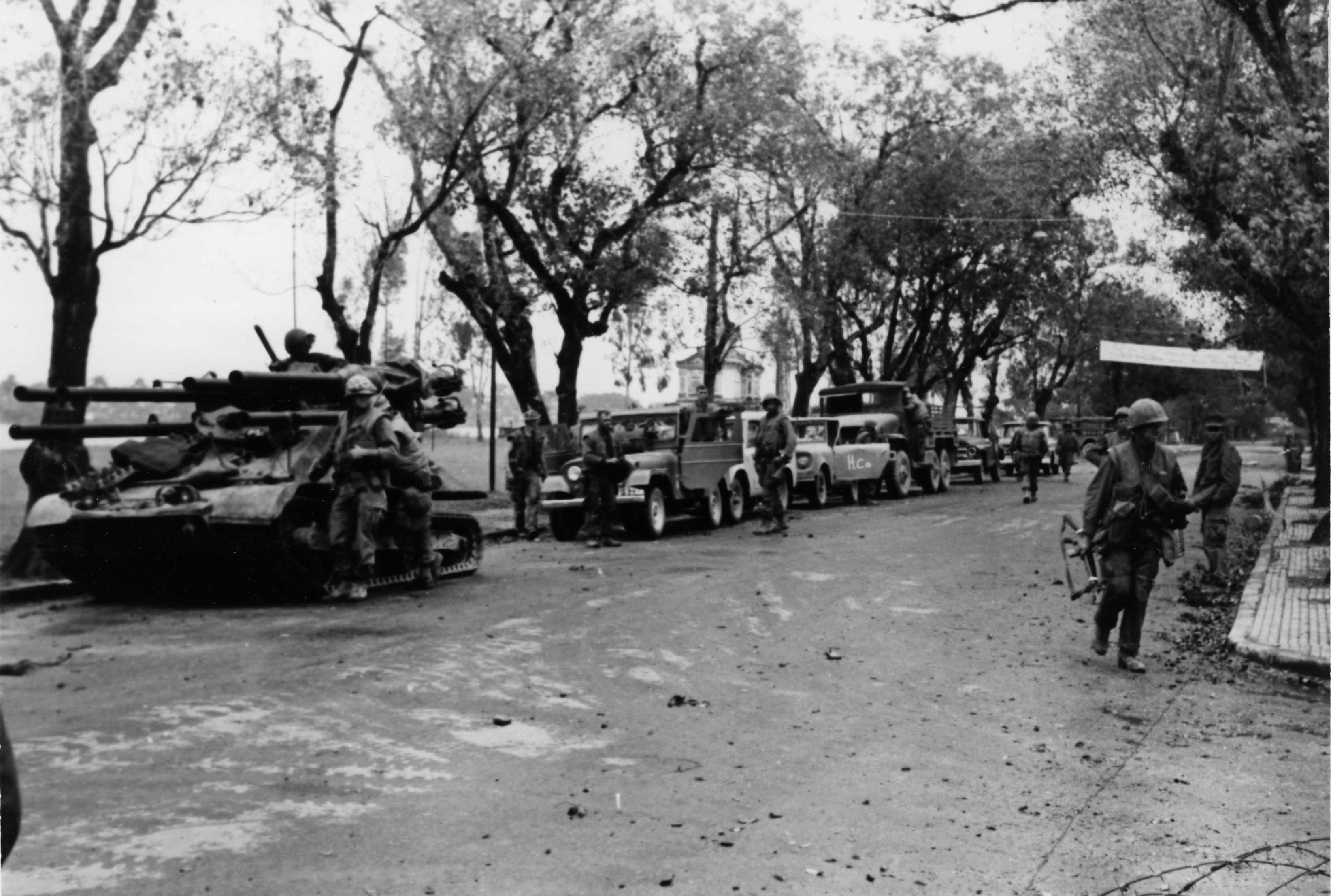
Un M50 Ontos lidera un convoy de evacuación el 31 de enero.

Desde el recinto del MACV los helicópteros evacuaron a los numerosos heridos. De 150 Marines, 50 estaban muertos o heridos. Para suerte de los estadounidenses, los inexpertos soldados norvietnamitas habían cometido el fallo de no haber esperado lo suficiente antes de abrir fuego, lo que hubiera barrido a la Compañía Golf dentro del laberinto de calles junto a la Ciudadela.
El ejército survietnamita también combatió duramente. La responsabilidad de la resistencia al ataque de los partidarios del Norte en Hué fue del general Ngô Quang Truong, un militar competente y lejos del prototipo de militar corrupto survietnamita. El general había desconfiado de la tregua y mantuvo en alerta a sus tropas, por lo que pudieron rechazar el ataque, aunque se vieran rodeados por enemigos superiores en número. Como Hue no fue una de las primeras ciudades atacadas, los survietnamitas estaban en estado de alerta. Las medidas de seguridad previnieron que las fuerzas norvienamitas ocuparan la ciudad completamente. Los helicópteros podían desembarcar refuerzos en la guarnición survietnamita.

### Contrataque

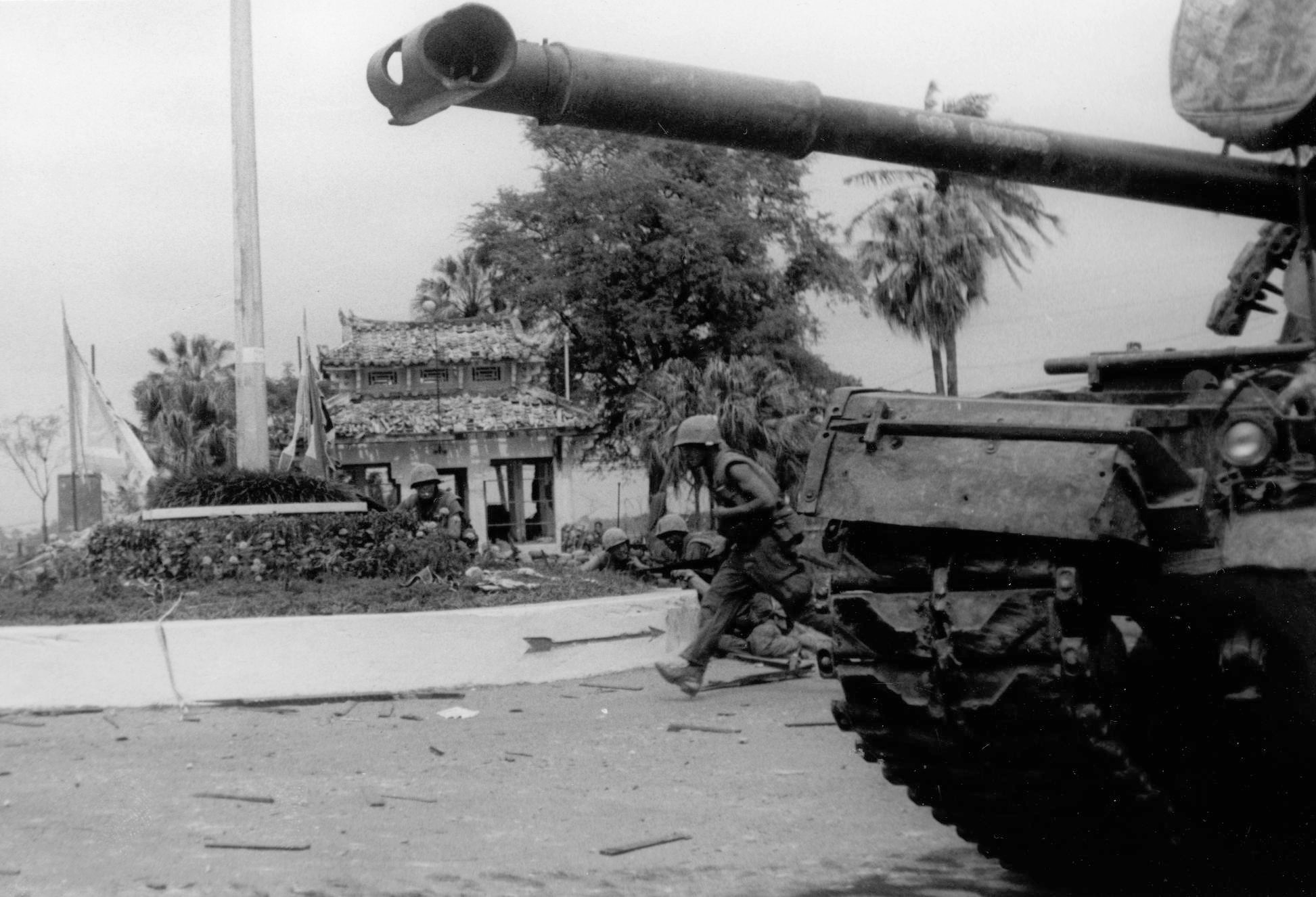
Marines limpiando edificios en el sur de Hue.

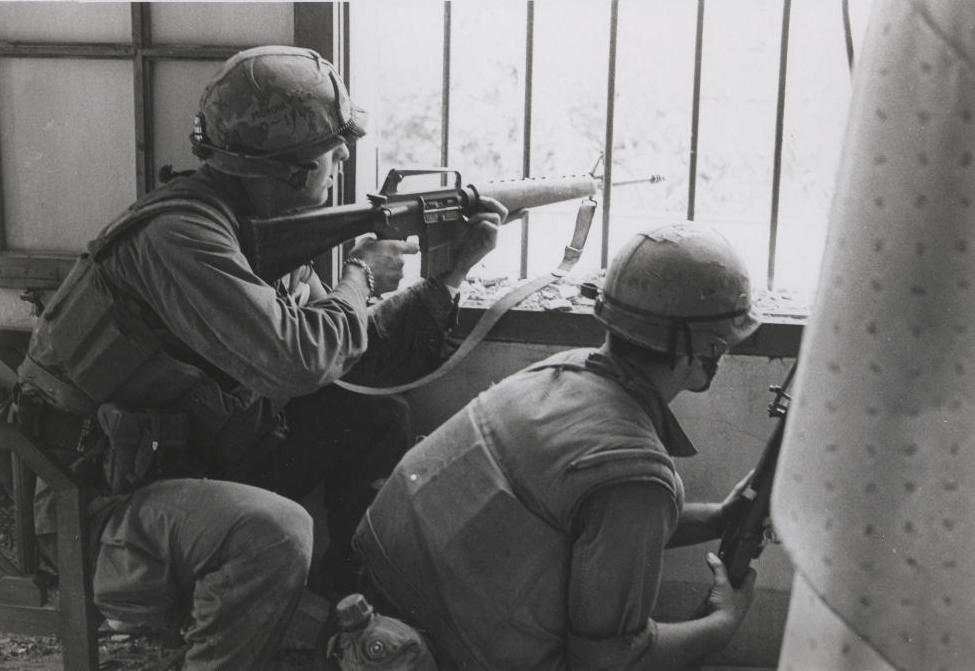
Marines luchando en Hue.

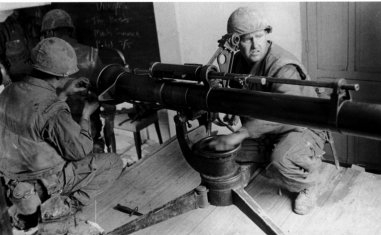
Un cañón sin retroceso M40 emplazado en la universidad para acabar con puestos de ametralladoras enemigos.

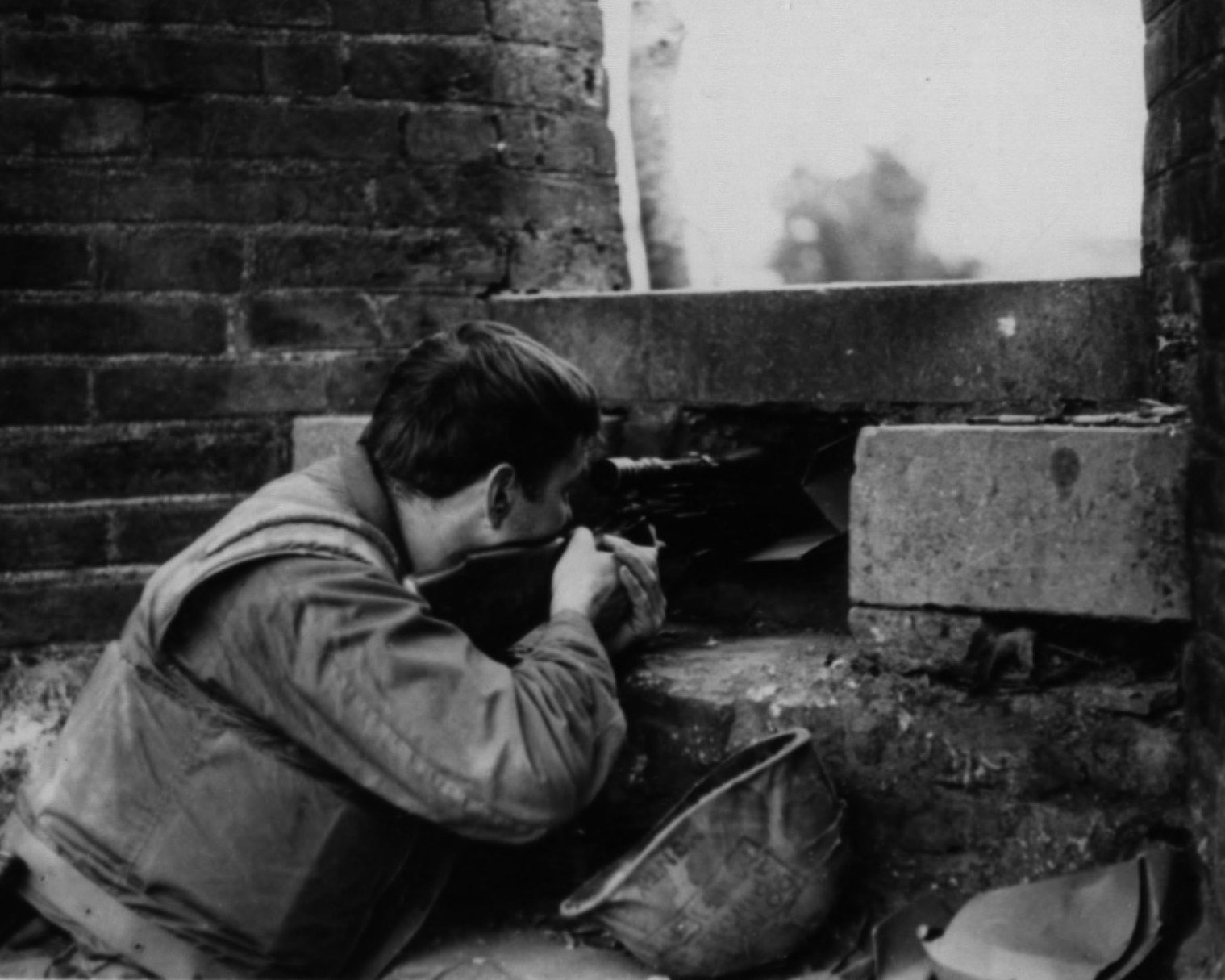
Un francotirador de los Marines en acción en Hue.

Los defensores convirtieron cada manzana en una auténtica fortaleza. Se prepararon posiciones fortificadas en casas y apartamentos que contaban con el apoyo de ametralladoras, morteros y armas contracarro. La resistencia norvietnamita se fundamentó en ametralladoras ocultas, francotiradores, RPG y trampas explosivas. Si los soldados no actuaban con cuidado, cada esquina podía convertirse en una trampa mortal para los efectivos de los ocho batallones de marines y los trece del ejército survietnamita enviados a recuperar Hue.
El alto mando ignoró deliberadamente al inicio los informes recibidos de Hue, en favor de las estimaciones de los servicios de inteligencia que decían que sólo unos centenares de Viet Cong habían ocupado Hue. Los infantes de marina, tras recibir escasos refuerzos, recibieron la orden de volver a atacar.
El 3 de febrero, tres compañías de marines comenzaron la recuperación de la zona sur. El ataque empezó con avances en dirección hacia la Oficina de Correos y hacia la Tesorería. No obstante, los norvietnamitas resistían encarnizadamente en las calles y los marines sufrían numerosas bajas al no estar preparados para la guerra urbana.
Los primeros asaltos fueron un desastre. Los infantes de marina avanzaban al descubierto por las calles y eran abatidos. Los estadounidenses estaban acostumbrados a pelear con un fuerte apoyo aéreo y de artillería que fijaba y destruia al enemigo. En Hue no se permitió el empleo de apoyo de artillería, ni empleo del cañón de los tanques, por miedo a que pudieran destruir edificios históricos de la ciudad. El mal tiempo y la escasez de unidades de artillería cercanas limitaron aún más el empleo de apoyo aéreo o de artillería.
Tras el fracaso inicial, el Coronel Ernie Cheatham reconsideró la experiencia en combate de los Marines en combate urbano. Sus veteranos le confirmaron que avanzar por las calles era un suicidio y la mejor forma de asaltar un edificio era abriendo agujeros en la paredes. También aconsejaron hacerse con todas las armas pesadas que pudieran. Se juntaron morteros, cañones sin retroceso de 106 milímetros, cañones antiaéreos autopropulsados M42 Duster, cohetes contracarro LAW. Se   las utilizó para volar sistemáticamente las posiciones defensivas edificio por edificio. Después entraron en combate las secciones de fusileros para acabar con los soldados enemigos que quedaran.

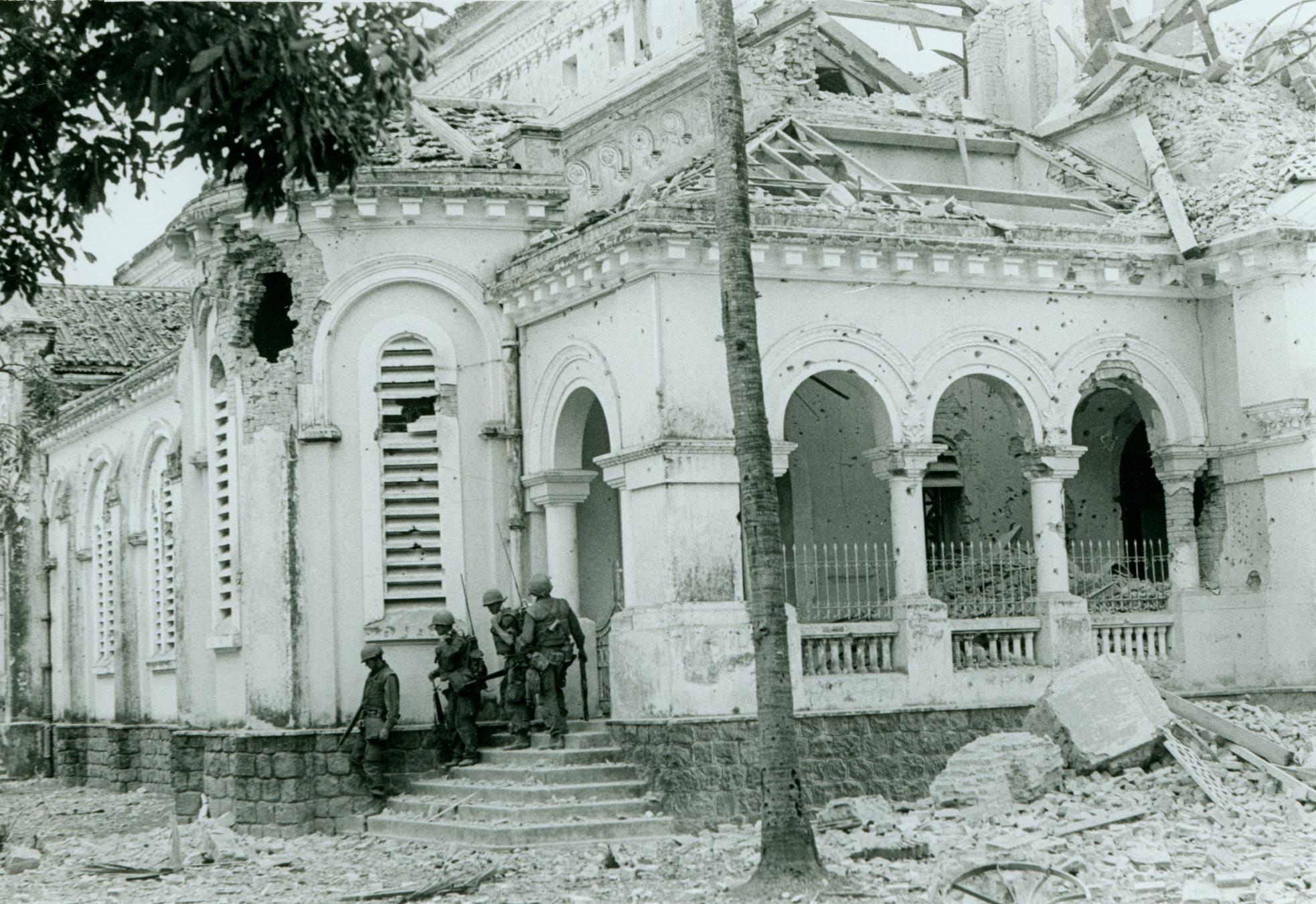
Marines salen de la iglesia Juana de Arco en el sur de Hue. Se aprecian los daños del combate.

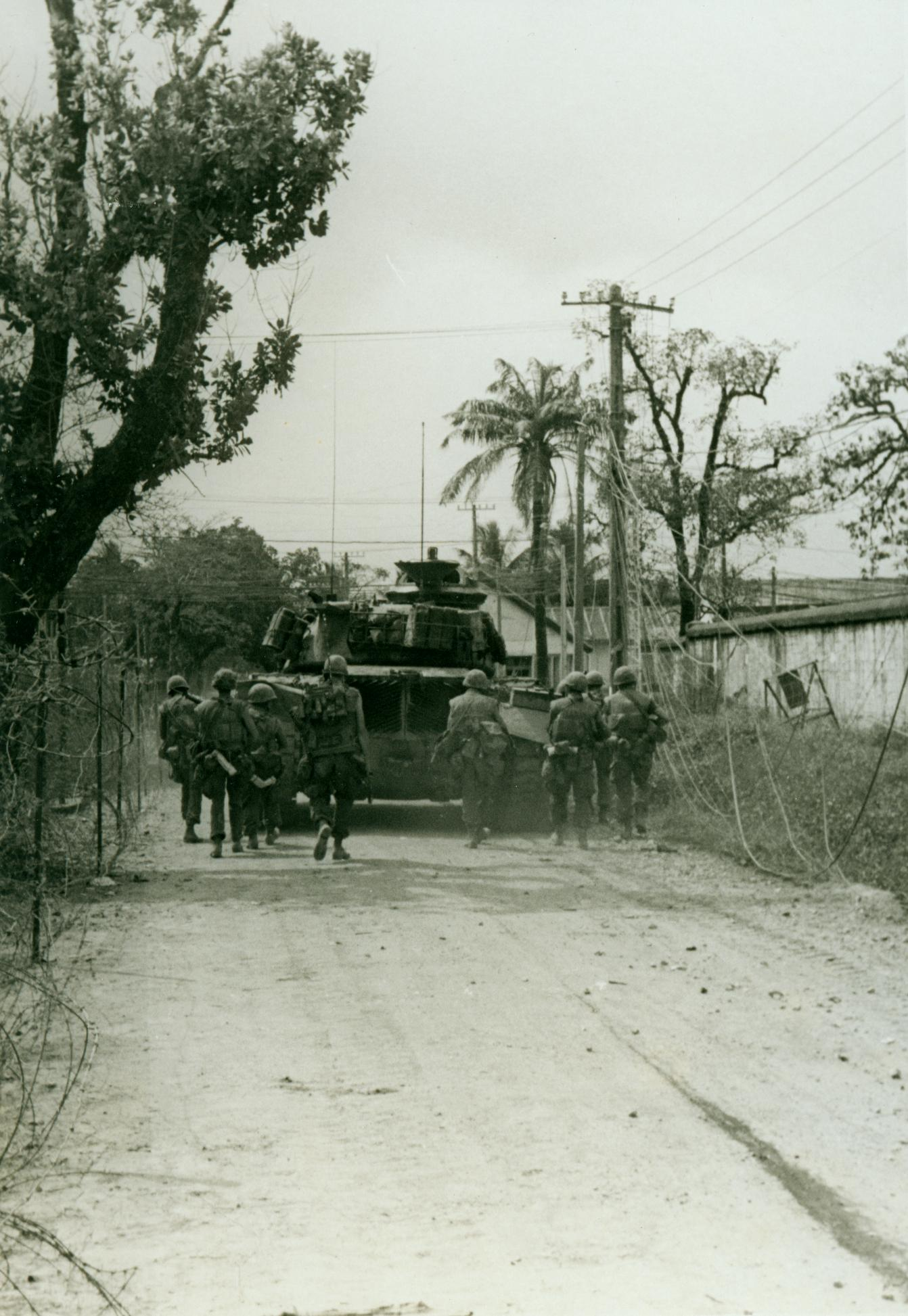
Marines avanzan detrás de la protección de un tanque.

El vehículo blindado Ontos, con un montaje con seis cañones fue rápidamente empleado en Hue. La sección de tanques M-48 también desempeñó un papel destacado. Los tanques llevaban a los heridos a retaguardia y el blindaje de los carros proporcionaba una cobertura de vital importancia a la infantería  que avanzaba por las calles. Además, las tripulaciones de los carros, cuando eran superadas por las circunstancias, desobedecían las órdenes y empleaban su cañón para volar una posición enemiga. Los norvietnamitas habían previsto la amenaza de los tanques y contaban con cañones sin retroceso, con los que lograron perforar el blindaje de los M-48 en varias ocasiones, hiriendo o matando a la tripulación.
Los avances se enfrentaron a un nutrido fuego de mortero, ametralladoras, lanzacohetes; eran necesarios los tanques M-48, que disparaban contra los edificios donde resistían los norvietnamitas. La lucha fue especialmente en el edificio de Tesorería, que fue bombardeado con fuego de mortero, artillería y cañoneado por los tanques. Todo ello sucedía mientras las lluvias monzónicas caían. Los progresos eran lentos y se avanzaba casa por casa, en grupos reducidos, despejando con granadas y fuego de M-16 cada habitación. Así se fue tomando el hospital, la iglesia y la escuela Juana de Arco, el Cercle Sportif y la Universidad. También el edificio de gobierno de la provincia terminó cayendo. Tras semana y media de duros y sangrientos combates, los Marines consiguieron despejar el triángulo meridional de Hue. Después, los infantes de marina atravesaron los suburbios del oeste de Hue para enlazar con el avance de la 1.ª División de Caballería y la 101.ª División Aerotransportada. Las labores de limpieza no fueron fáciles y se emplearon varios días para eliminar toda resistencia en el sur de Hue. Entonces se les asignó a los Marines asaltar la ciudadela.
En las cercanías de Hue, las unidades del Ejército de Tierra iniciaron el ataque a las líneas de abastecimiento de las fuerzas del Norte en la selva cercana, para así intentar aliviar la presión sobre los infantes de marina. Los ataques iniciales recibieron insuficiente apoyo como para poder a llegar tener éxito. Un batallón acabó rodeado y se vio obligado a retirarse durante la noche para evitar su destrucción.
Al mismo tiempo, las fuerzas survietnamitas del general Truong habían sido reforzadas y contratacaron en el norte. En duros combates, los survietnamitas se hicieron con el dominio de la mitad de la ciudadela, pero necesitaban refuerzos para seguir. Los survietnamitas se enfrentaban a la resistencia partidaria del Norte en el Palacio Imperial y sus alrededores.
La noche del 10 de febrero, el 1° Batallón de infantería de Marina y un pelotón de tanques M-48 desembarcaron en lanchas de desembarco en la ribera norte del río Perfume en el muelle de Bao Vinh. El desembarco no fue detectado por los norvietnamitas y los Marines enlazaron con las tropas survietnamitas del general Troung. Todavía quedaba recuperar el palacio imperial, de gran valor simbólico. A los marines se les asignó como relevo de los survietnamitas. Se les dio 48 horas para descansar y preparase antes de lanzarse sobre la ciudadela y la parte antigua.
Para los civiles, la batalla era aún peor. A la crueldad y sinsentido de las ejecuciones unionistas con el Norte, se unió el desprecio por los refugiados civiles que mostraron los estadounidenses. Los civiles que intentaban cruzar las líneas del frente corrían un riesgo enorme. Miles de refugiados acabaron en torno a la sede del MACV, donde se quedaron sin comida ni agua durante días.

### La Ciudadela

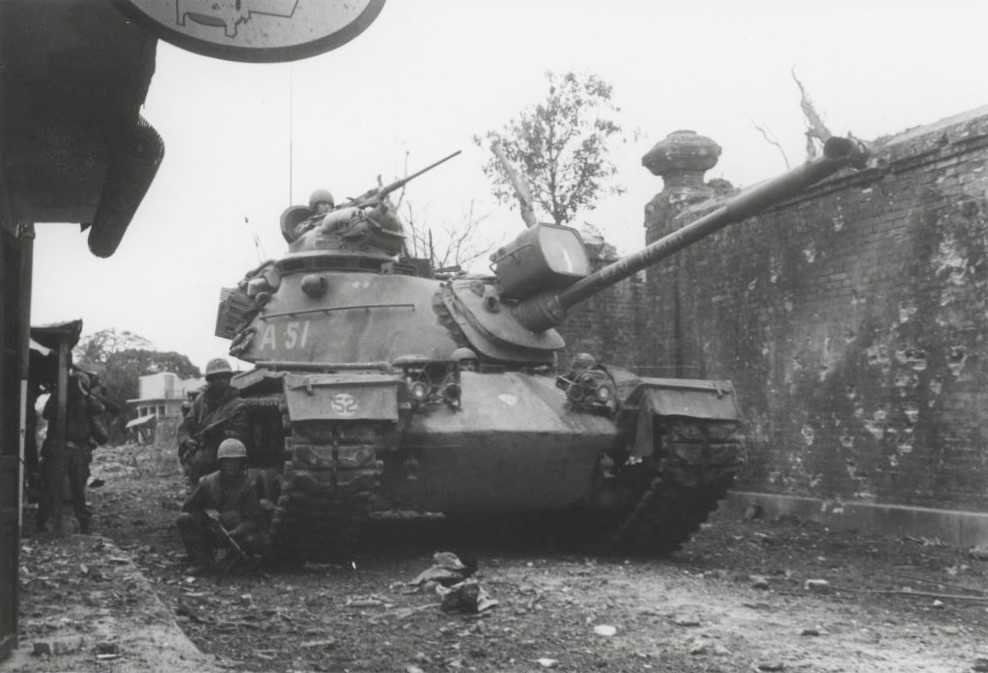
Un tanque M-48 dando apoyo dentro de la ciudadela.

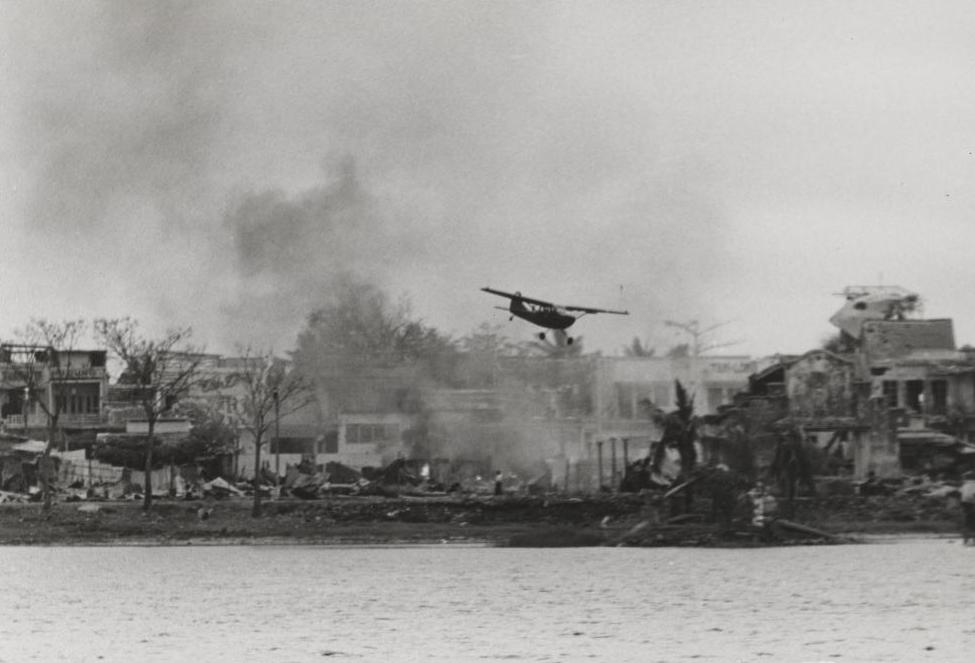
Un avión de observación O-1 vuela sobre la ciudadela.

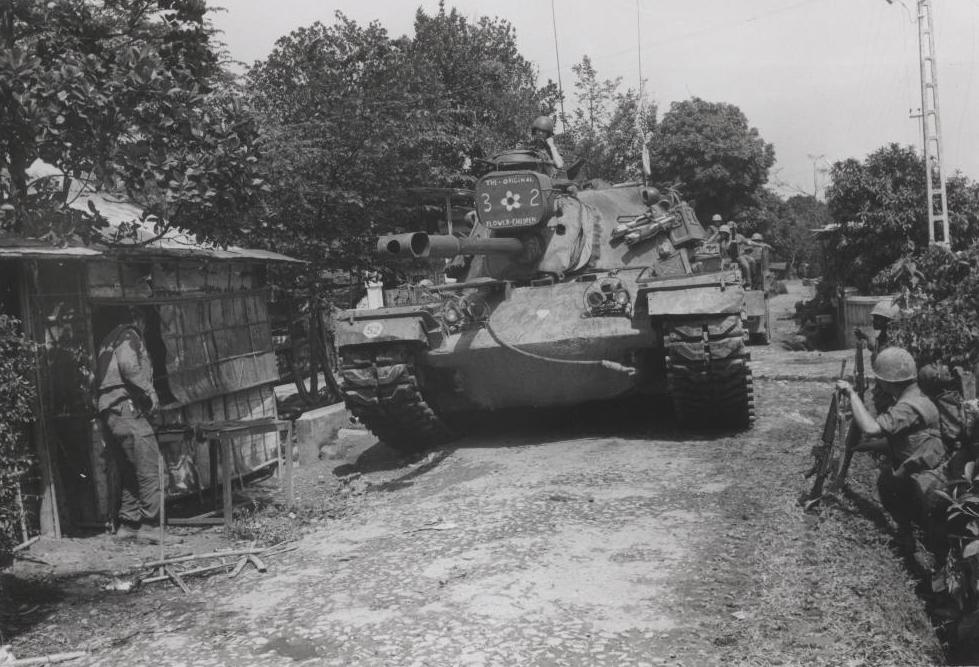
Los tanques M-48 avanzan para apoyar al batallón durante el asalto a la ciudadela.

La misión de asaltar los enormes muros de la Ciudadela de Hue se asignó a la Compañía Alfa del batallón 1/5 que acababa de incorporarse a la batalla y, por tanto, sus soldados estaban frescos. La unidad cruzó el río Perfume y repitió muchos de los errores de sus predecesores. Sufrieron muchas bajas durante los primeros días del asalto. A lo largo de las tres semanas siguientes, los infantes de marina lucharon por el control de las torres fortificadas de la Ciudadela. Los soldados hubieron de escalar los muros de piedra.
Para añadir problemas, Marines y survietnamitas no se coordinaron bien para el relevo inicial. Los norvietnamitas aprovecharon esta confusión y recuperaron mucho terreno perdido, así que los marines tuvieron que volver a empezar casi desde las posiciones de partida iniciales. Además, las calles estrechas de la ciudad antigua no permitían emplear tanques y blindados como en las anchas calles del sur de Hue.: 201 

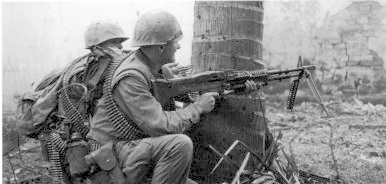
Un equipo de ametralladora M60 durante la lucha en la ciudadela.

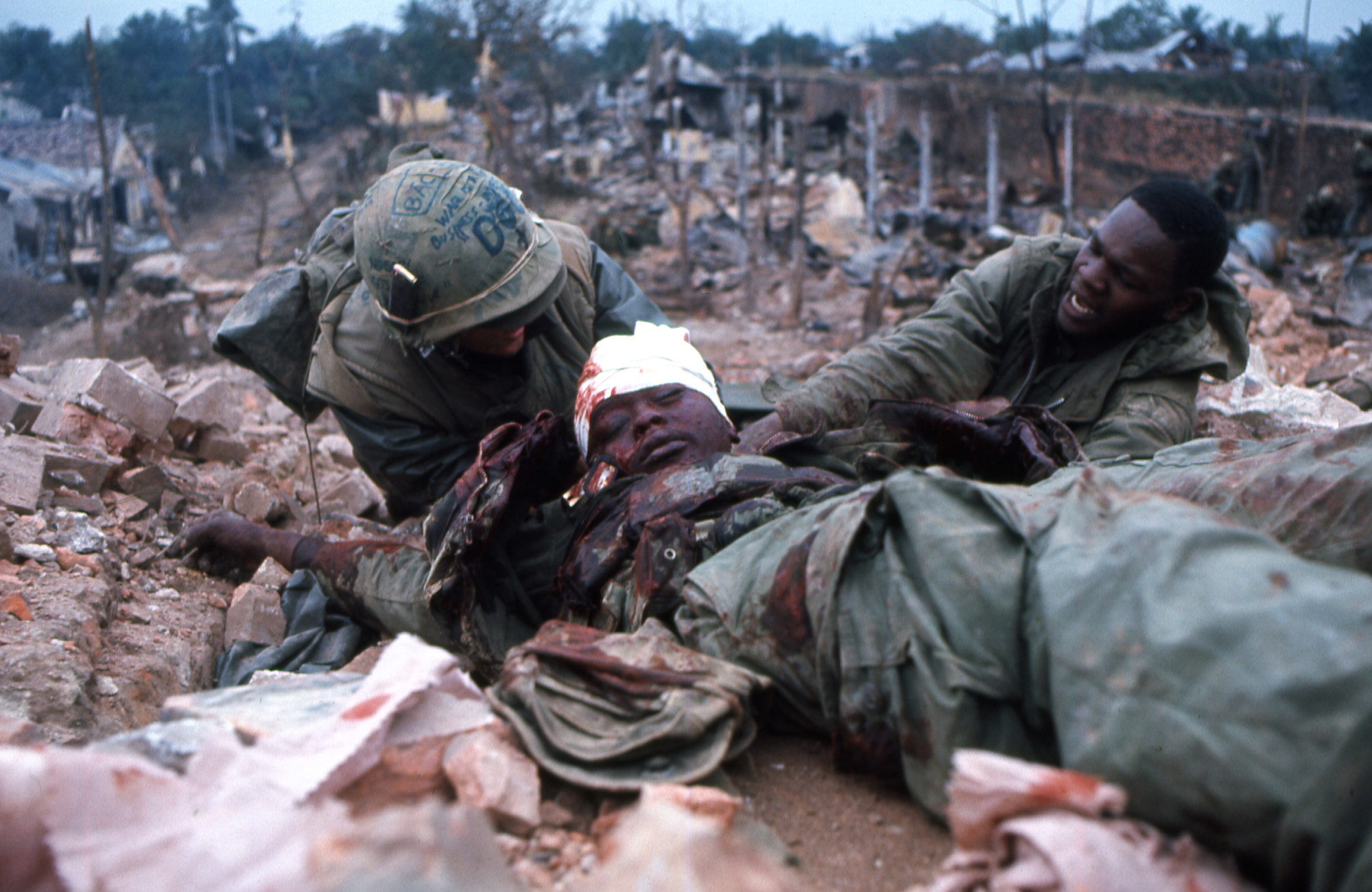
Un par de Marines ayudan a un compañero herido durante el asalto a la ciudadela.

El 11 de febrero, los marines lograron abrir una brecha en las gruesas murallas del sector noroeste de la Ciudadela. Sin embargo, los norvietnamitas respondieron con un intenso fuego. La compañía Alpha del 1.er Batallón del 5.º Regimiento marchó siguiendo las murallas y encontrándose con un intenso fuego enemigo; rápidamente sufrió numerosas bajas. Se envió a la compañía Charlie para relanzar el ataque, con el respaldo de la compañía Baker desde los edificios ubicados a la derecha. El resultado fue igualmente un fracaso ante la feroz resistencia.
Finalmente, el tiempo mejoró, y unido a los cambios en las reglas de enfrentamiento, se permitió emplear, sobre la Ciudadela, el apoyo aéreo y de artillería. Los buques de la Armada apoyaron con fuego naval y los aviones de ataque Skyhawk y Phantom del Ejército del Aire y Marines arrasaron la Ciudadela. Aunque el apoyo de fuego fue dirigido a suprimir las posiciones fortificadas de los del Norte, fueron inevitables las bajas civiles. En la lucha casa por casa, los soldados de ambos bandos consideraban como blanco a todo aquello que se moviera.: 197 
Hubo que esperar hasta el 15 de febrero para que los americanos pudieran conquistar la torre de la muralla. Debido a las bajas sufridas por el 1.er Batallón el asalto al Palacio Imperial quedó en manos del 3.er Batallón. Atacando en paralelo a la muralla, consiguieron acabar con el perímetro exterior, y el 23 de febrero, los Marines llegaron a los muros del palacio imperial, pero se decidió por su significación política que fueran los soldados survietnamitas quienes realizaran el último asalto. Los soldados de la compañía Hoc Bao (Pantera Negra) reforzados por un batallón de Infantería asaltaton la ciudad imperial y después de intenso combate fue liberada. Tras la liberación del palacio, sólo quedó limpiar focos de resistencia aislada. Para entonces, los soldados norvietnamitas y guerrilleros del Vietcong ya habían recibido la orden de evacuar Hue para luchar más adelante. Aunque las fuerzas del Norte ya no opusieron una resistencia tan enconada, se siguió combatiendo hasta el 2 de marzo.

## La represión de los unionistas del Norte
Sólo acabada la batalla, se empezó a tener conciencia del alcance de lo que habían hecho los partidarios del Norte con la población civil. Se habían hecho listas de civiles a los que se debían arrestar en cuanto se conquistara la ciudad. Las listas incluían soldados del Ejército de la República de Vietnam (ARVN), funcionarios públicos, miembros de partidos políticos, líderes religiosos, maestros de escuela, civiles estadounidenses y otras personas extranjeras. Se gritaban los nombres en las listas por altavoces, ordenándoles que se presentaran en una escuela local. Aquellos que no se presentaban voluntariamente, eran buscados. Los funcionarios ordinarios estaban destinados a la reeducación. Hay casos documentados de personas que fueron ejecutadas cuando intentaron esconderse o resistir durante las primeras etapas de la ocupación de Huế. En algún momento, los unionistas decidieron matar también a todas las personas detenidas. Una vez se vio que se perdería la batalla, cualquiera, que pudiera identificar a miembros del Vietcong que participaron en la ocupación, debía ser asesinado.
El primer descubrimiento de las víctimas de la represión de fuerzas del Norte fue en el patio de la escuela Gia Hoi el 26 de febrero. En los siguientes meses, otras fosas comunes fueron encontradas. Los muertos sufrieron las más horribles atrocidades a manos de unos soldados jóvenes y fuertemente adoctrinados. 
Después de la batalla, se calculó el total de bajas civiles como resultado de la Batalla de Hue en unos 7.600. De ellos, unos 4.000 habrían sido ejecutados por los partidarios del Norte.
Algunos historiadores sostienen que la masacre fue el resultado de una estrategia deliberada de terror. Además de eliminar enemigos y posibles opositores, se demostraba que los comunistas (unionistas para el Norte) ejercían el poder y que ni los estadounidenses ni el gobierno de Saigón podían proteger a la población.
Lamentablemente, hay que señalar que, después de la batalla, el gobierno de Saigón estuvo buscando y ejecutando a ciudadanos que hubieran apoyado la ocupación del Norte.